# Nikolas Teodoru
Nikolas Teodoru (gr. Νικόλας Θεοδώρου; ur. 17 września 2000 w Atenach) – grecki szachista, arcymistrz od 2021 roku. Srebrny medalista 44. Olimpiady Szachowej (2022) na drugiej szachownicy.

## Kariera szachowa
Zdobył tytuł mistrza międzynarodowego w 2016, a tytuł arcymistrza w 2021. Swój najwyższy ranking szachowy osiągnął w styczniu 2024 – 2627, zajmując jednocześnie pierwsze miejsce wśród greckich szachistów (stan na czerwiec 2024).
Dwukrotnie reprezentował Grecję na Europejskich Olimpiadach Szachowych mężczyzn – w 2017 (na trzeciej szachownicy) i 2023 (na drugiej szachownicy), zajmując odpowiednio 21. i 10. miejsce. Był reprezentantem klubu szachowego w Chanii, natomiast obecnie reprezentuje klub szachowy Uniwersytetu St. Louis, gdzie studiuje.

### Sukcesy
W 2022 zajął indywidualnie drugie miejsce na 44. Olimpiadzie Szachowej w Ćennaju z wynikiem 7,5/9 punktów, nie przegrywając żadnej partii.
Podczas 24. Drużynowych Mistrzostw Europy w szachach ograł Teymura Rəcəbova, jednego z najsilniejszych szachistów na świecie, w dziewiętnaście ruchów.